# Samtgemeinde Isenbüttel
Die Samtgemeinde Isenbüttel ist eine Samtgemeinde im niedersächsischen Landkreis Gifhorn.

## Geografie
Die Samtgemeinde Isenbüttel liegt auf der Papenteicher Hochfläche zwischen dem Harz und der Heide und schließt sich nordwestlich an die Stadt Wolfsburg an. Benachbarte Städte sind Gifhorn, Wolfsburg und Braunschweig.

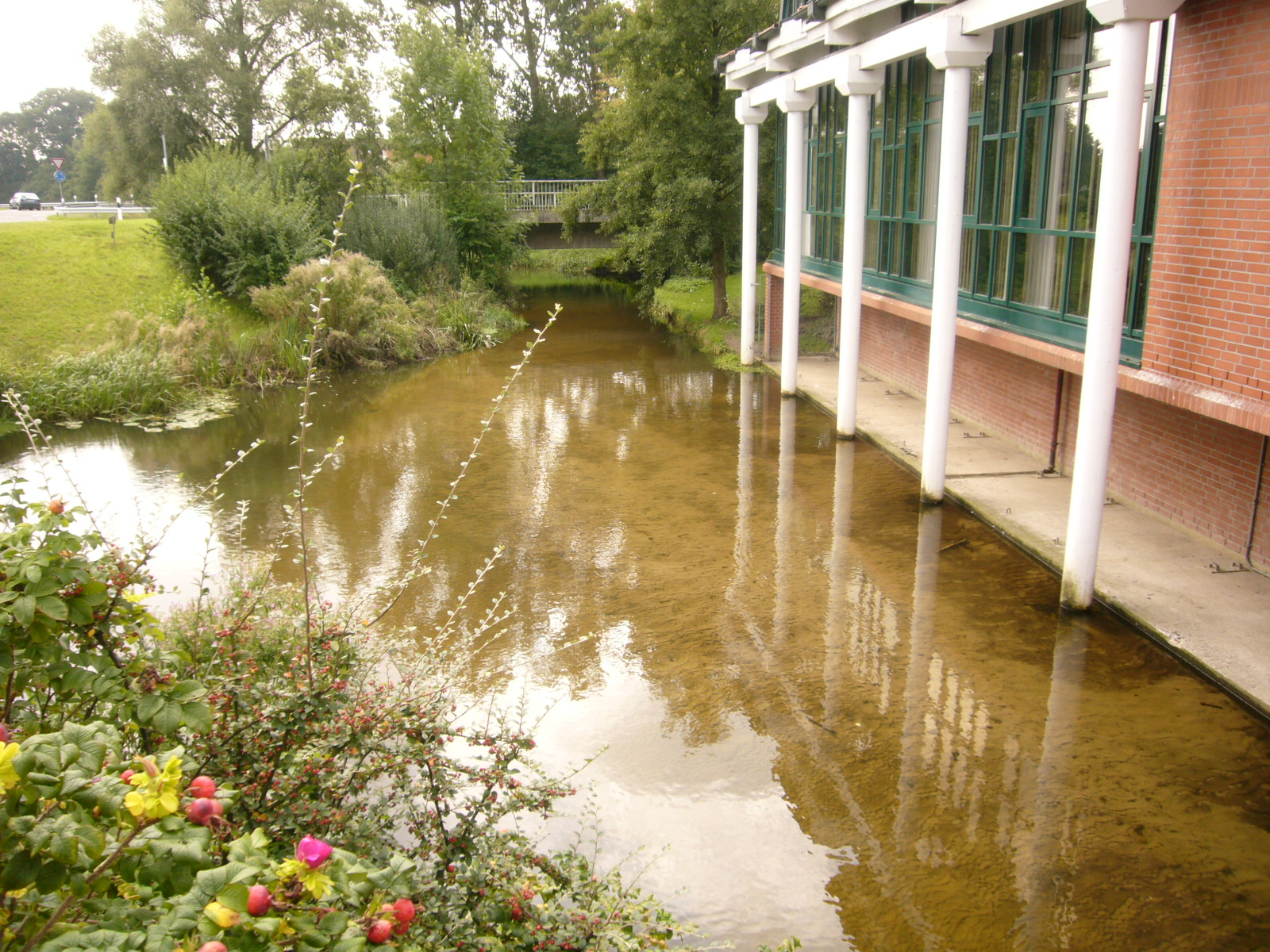
Die Hehlenriede am Rathaus der Samtgemeinde Isenbüttel

### Gewässer
Im Norden der Samtgemeinde fließt der Allerkanal in Ost-West-Richtung. Daneben gibt es noch mehrere kleinere Bäche die ihre Quelle in der Samtgemeinde haben oder die diese auf ihrem Weg durchqueren. Dies sind die Hehlenriede mit ihren Nebenarmen, die Mühlenriede, die Rötgesbütteler Riede und die Vollbütteler Riede.

### Samtgemeindegliederung
Die Samtgemeinde umfasst die Mitgliedsgemeinden Calberlah, Isenbüttel, Ribbesbüttel und Wasbüttel. Sitz der Verwaltung ist Isenbüttel.
| Gemeinde              | Einwohner (Hauptwohnsitz) (31. Dez 2005) | Fläche (in km²) | Dichte (in Einw./km²) | Ortsteile/Siedlungen                                                                |
| --------------------- | ---------------------------------------- | --------------- | --------------------- | ----------------------------------------------------------------------------------- |
| Gemeinde Calberlah    | 5.221                                    | 27,64           | 189                   | Allenbüttel, Allerbüttel, Brunsbüttel, Calberlah, Edesbüttel, Jelpke, Wettmershagen |
| Gemeinde Isenbüttel   | 6.212                                    | 18,65           | 333                   | Bornsiek, Isenbüttel, Tankumsee                                                     |
| Gemeinde Ribbesbüttel | 2.138                                    | 24,51           | 187                   | Ausbüttel, Ribbesbüttel, Vollbüttel                                                 |
| Gemeinde Wasbüttel    | 1.962                                    | 24,51           | 80                    | Wasbüttel                                                                           |

## Demografische Daten
Nach dem Niedersächsischen Landesamt für Statistik wohnten 2005 in der Samtgemeinde Isenbüttel 15.537 Menschen in 4491 Gebäuden mit insgesamt 6293 Wohnungen bei einer durchschnittlichen Wohnfläche von 44,6 m je Person. Seit Gründung der Samtgemeinde wuchs die Einwohnerzahl beständig, sowohl durch eine positive natürliche Bevölkerungsentwicklung als auch durch ein positives Wanderungssaldo. 23,1 % der Bevölkerung waren 2005 unter 18 Jahre alt, 7,80 % zwischen 18 und 25, 31,40 % zwischen 25 und 45, 24,50 % zwischen 45 und 64, und 13,10 % waren 65 Jahre alt oder älter. Die Arbeitslosenquote lag bei durchschnittlich 7,7 % (Männer: 6,1 %, Frauen: 10,1 %). 5619 Menschen pendeln regelmäßig aus der Samtgemeinde heraus, 1053 herein.

## Geschichte
Die Samtgemeinde Isenbüttel wurde 1974 im Zuge der Niedersächsischen Gebietsreform gebildet.

## Politik

### Samtgemeinderat
Der Samtgemeinderat Isenbüttel besteht aus 30 Ratsfrauen und Ratsherren. Dies ist die festgelegte Anzahl für eine Gemeinde mit einer Einwohnerzahl zwischen 12.001 und 15.000 Einwohnern. Die 30 Ratsmitglieder werden durch eine Kommunalwahl für jeweils fünf Jahre gewählt. Stimmberechtigt im Rat der Samtgemeinde ist außerdem der amtierende Samtgemeindebürgermeister.
Bei der Kommunalwahl 2021 ergab sich folgende Sitzverteilung (in Klammern die Sitzverteilung des Jahres 2016):
- SPD:12 Sitze (11 Sitze)
- CDU:8 Sitze (10 Sitze)
- Bündnis 90/Die Grünen: 4 Sitze (4 Sitze)
- IWG: 2 Sitze (2 Sitze)
- UWG: 2 Sitze (2 Sitze)
- UBV: 1 Sitz (0 Sitze)
- Einzelwahlvorschlag Müller: 1 Sitz (0 Sitze)
- Die Linke: 1 Sitz (2 Sitz)

### Samtgemeindebürgermeister
Bei der Stichwahl zum Samtgemeindebürgermeister 2021 gewann Jannis Gaus (SPD) mit 52,92 Prozent der Stimmen gegen Rolf Buhmann (parteilos). Im ersten Wahlgang kam Gaus auf 44,24 Prozent der Stimmen.

### Gemeindepartnerschaften
Zwischen der Samtgemeinde Isenbüttel und der Stadt Bad Friedrichshall besteht seit dem 11. Mai 2001 eine Gemeindepartnerschaft.

## Wirtschaft und Infrastruktur

### Verkehr
Im Gebiet der Samtgemeinde bei Edesbüttel treffen Elbe-Seitenkanal und Mittellandkanal zusammen. Außerdem durchquert ein Teil der B4 die Samtgemeinde.